# Jakob Buchanan

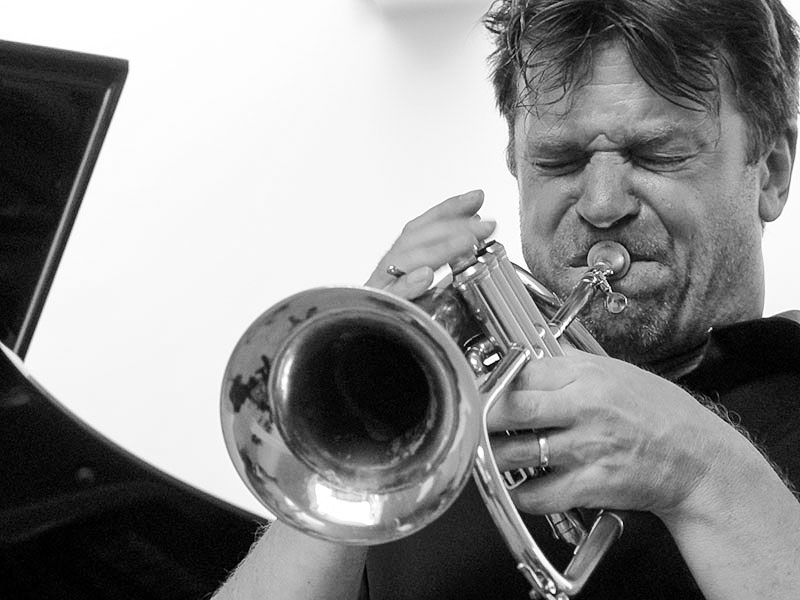
Jakob Buchanan (Aarhus Jazz Festival 2014)

Jakob Buchanan (* 1968 in Viby) ist ein dänischer Jazzmusiker (Trompete, Flügelhorn), der auch als Komponist hervorgetreten ist.

## Werdegang
Buchanan studierte zwischen 1996 und 2001 Trompete an Det Jyske Musikkonservatorium. Er ist seit 2001 an der Königlich Dänischen Musikakademie als Dozent für Trompete und Komposition tätig. Von 2001 bis 2004 und erneut ab 2008 gehörte er zu Klüvers Big Band; mit dieser Formation begleitete er Kurt Rosenwinkel, John Scofield, Jon Balke und Kurt Elling. 
Auf seinem Debütalbum Dream Factory (2005) führte Buchanan mit einer Rhythmusgruppe und zwei weiteren Bläsern eigene Kompositionen auf; für die nächsten Alben veränderte die Instrumentierung in seinem Sextett. Er legte auch zwei Alben mit eigenem Quartett vor. Weiterhin spielte er in Marilyn Mazurs Special4 (zwei Alben), mit Thomas Morgan, Julian Argüelles, Andrew D’Angelo, Helge Norbakken, C.V. Jørgensen, Kurt Wagner (Lambchop), Mark Lanegan, Josh Rouse und Sarah Blasko. Auch ist er auf Alben von Makiko Hirabayashi, Signe Bisgaard, Niels Lyhne Løkkegaard und dem Dahlen Baerentzen Project zu hören.
Sein Buchanan Requiem für Kirchenchor, Bigband und Solisten wurde 2012 uraufgeführt; 2017 folgte seine Salme Suite zu Texten Luthers für Chor und Solisten. Weiterhin komponierte er für das Aarhus Jazz Orchestra und schrieb die Musik zu dem Dokumentarfilm The Eternal Flyer über den grönländischen Schriftsteller und Künstler Jens Rosing und einige Kurzfilme.

## Preise und Auszeichnungen
Buchanan war 2008 Preisträger des Aarhuser Jazzpreises Fork Award. 2015 erhielt er den Jazz Nyt Prisen. Sein Buchanan Requiem wurde 2016 bei den Dänischen Musikpreisen als Jazzveröffentlichung des Jahres ausgezeichnet, er selbst als Komponist.

## Diskographische Hinweise
- Jakob Buchanan Sextet: i (2006, Longlife Records, mit Chris Speed, Jakob Bro, Rune Borup, Jeppe Skovbakke, Peter Bruun)
- Consul Pepsi & The Sweet Thunder Poetry Parade (2007, mit Peter Laugesen, John Tchicai, Madsole, Johannes Hejl, Anders Holm)
- i Land in The Green Land (2010 mit Jakob Bro, Simon Toldam und Marilyn Mazur)[2]
- Some People & Some Places (2014, mit Jakob Bro, Jonas Westergaard und Marilyn Mazur)
- Buchanan Requiem (2015, mit Indra Rios-Moore, Jakob Bro, Marilyn Mazur, Jonas Westergaard, Aarhus Jazz Orchestra und Aarhus Domkantori mit Ingeborg Thisted Højlund, Nicolai Christensen, Susanne Cecilie Nielsen, Niels Peder Gejel unter Leitung von Carsten Seyer-Hansen)[3]